# La Franqui
La Franquia és una comuna de Leucata (Aude, Occitània).
Al segle xix, La Franquia fou el primer punt d'estiueig marítim i és, actualment, el més gran de l'Aude. Es tracta d’un indret amb 300 dies de vent a l’any, una brisa constant i grans platges de sorra. Per això, actualment, és reconeguda a nivell internacional per les bones condicions per a la disputa d'esports nàutics de vent com el windsurf, el surf de vela o el wing foil, entre d'altres. De fet, cada any s'hi disputa el Mundial de vent, on els millors esportistes d'aquestes tres disciplines competeixen durant sis dies.
L'escriptor francès Henry de Monfreid hi va néixer el 14 de novembre de 1879 i hi va passar la seva infantesa. La Villa Amélie, el bressol de l'escriptor, i la Boîte à Sel, la casa de vacances construïda per Henry de Monfreid al passeig marítim, encara són visibles.